# لسان الحية

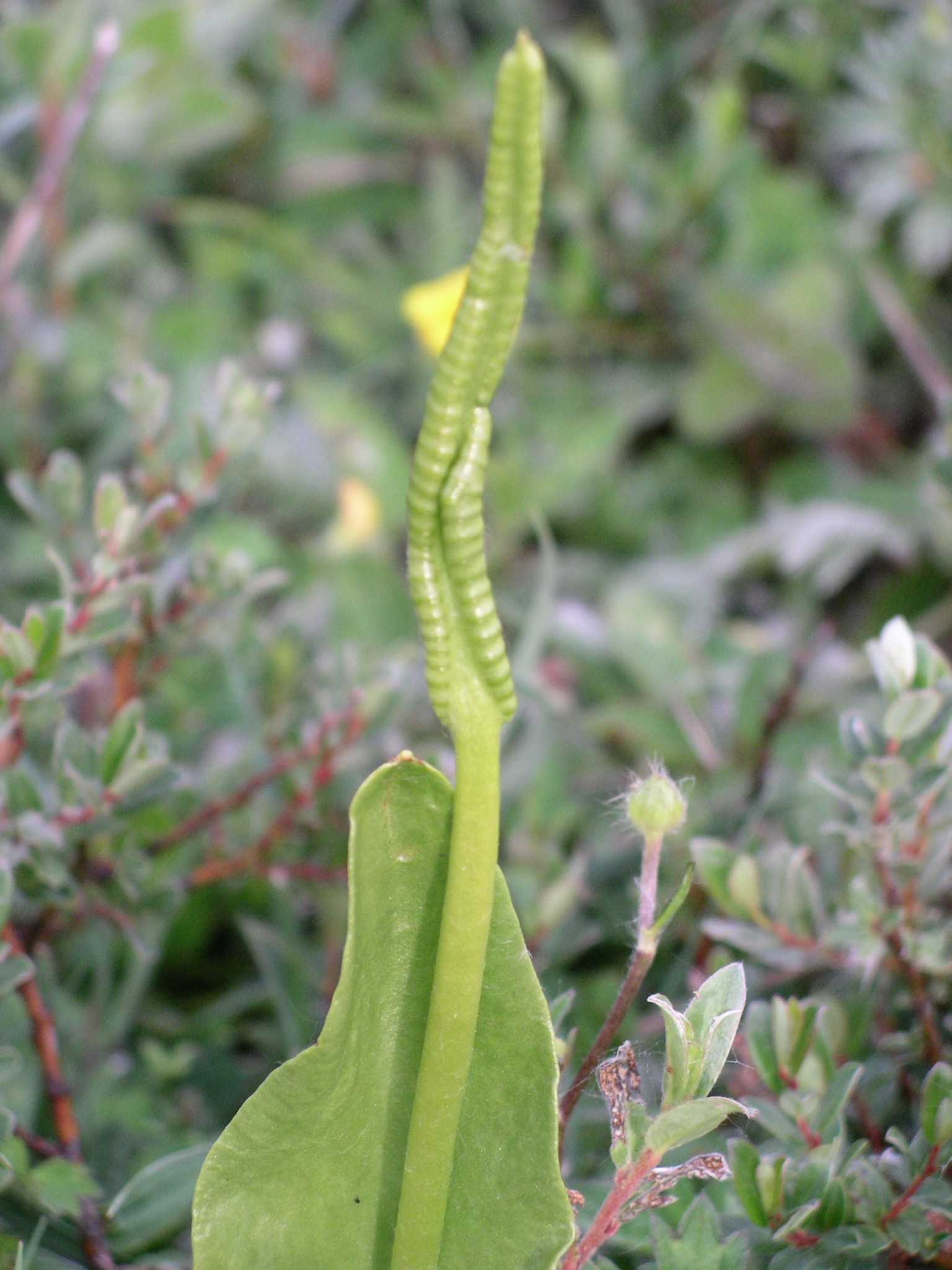
صورة للنبتة

لسان الحية (الاسم العلمي: Ophioglossum) هو جنس نباتي من بين حوالي 25-30 الأنواع من السراخس. لهذه النبتة ورقة واحدة فقط تنمو مع الساق بطول اصبع واحد فوق الأرض ولها شكل لسان الأفعى.

## مكان نموها
تنمو في الحقول الرطبة.

## أيام تزهيرها
ليس لها زهور لكونها سرخسا، ولكنها تظهر في منتصف الربيع ألى اخره، ثم تختفي بسرعه في الطقس الدافئ.

## فوائدها الطبية
يشرب عصير الأوراق مع ماء الكنباث المقطر وهو الدواء الوحيد لكل أنواع الجروح في الثديين الأمعاء أو أي أعضاء أخرى في الجسم، ينفع كثيرا للحيض واللواتي يعانين من تدفق المذي والودي، ويفيد العيون المتعبة يصنع من الأوراق المنقوعة أو المغلية بالزيت، والزيتون النيء ويوضع في الشمس لعدة أيام.
يعالج بها المصابين بالقيء، أو النزيف الحاصل في الفم أو الأنف أو من الأعضاء الأخرى.

## روابط خارجية
- Flora of North America: Ophioglossum (Adder's-tongue)